# Putovnica Palestinske Narodne Samouprave
Putovnica Palestinske Narodne Samouprave putna je isprava koja se žiteljima Palestine izdaje za putovanje i boravak u inozemstvu, kao i za povratak u zemlju.
Za vrijeme boravka u inozemstvu, putna isprava služi za dokazivanje identiteta i kao dokaz o državljanstvu Palestinske Narodne Samouprave. 
Premda većina zemalja svijeta ne priznaje Palestinu kao nezavisnu i suverenu državu, građanima Palestine je potrebna viza za ulazak u brojne. Neke zemlje ne priznaju putovnicu Palestinske Narodne Samouprave.
Brojne osobe u Palestini rabe izraelsku putovnicu za putovanje u inozemstvo.

## Jezici
Putovnica je ispisana arapskim i engleskim jezikom kao i osobne informacije nositelja.

## Stranica s identifikacijskim podacima
- slika vlasnika putovnice
- tip ("P" za putovnicu)
- kod države
- serijski broj putovnice
- prezime i ime vlasnika putovnice
- državljanstvo
- nadnevak rođenja (DD. MM. GGGG)
- spol (M za muškarce ili F za žene)
- mjesto rođenja
- nadnevak izdavanja (DD. MM. GGGG)
- potpis vlasnika putovnice
- nadnevak isteka (DD. MM. GGGG)
- izdana od

## Povezani članak
- Palestinska Samouprava